# Atomaria lineola
Atomaria lineola là một loài bọ cánh cứng trong họ Cryptophagidae. Loài này được Notman miêu tả khoa học năm 1920.